# 思州 (交阯)
思州，是明代交阯承宣布政使司下轄的一個州，治所可能在今越南廣義省境內，領持平縣、白烏縣二縣。

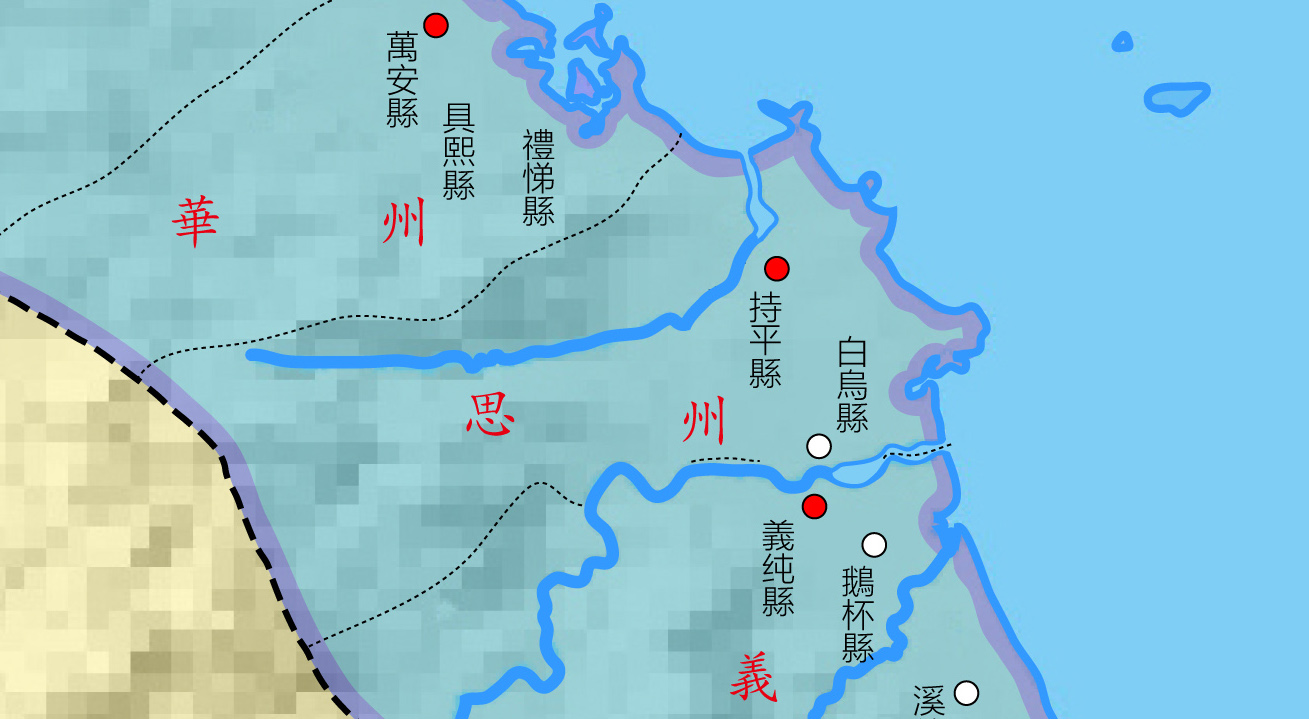

## 沿革
- 永樂十二年（1414年）三月庚子，設交阯升、華、思、義四州，俱隸升華府，在化州以南統黎江等十一縣，原為黎季犛所取占城之地，授降人范公議為思州知州，武征為思州同知[3]。
- 永樂十三年（1415年）夏四月壬申，定升華府四州所隸縣，思州領持平、白烏二縣[4][5]。